# Oceanodroma furcata
Oceanodroma furcata és el nom científic d'un ocell marí de la família dels hidrobàtids (Hydrobatidae), d'hàbits pelàgics, que cria en caus o esquerdes, en illes del Pacífic nord, des de les illes del Comandant fins a les Kurils i des de les Aleutianes fins a les illes properes al nord de Califòrnia. Es dispersa pel Pacífic Nord, des del Japó i les illes Volcano fins a Hawaii i el sud de Califòrnia.